# Roberta Urrea
Roberta Urrea Cifuentes (n. Santiago, 28 de febrero de 1990), psicóloga y ex-seleccionada nacional de hockey patines chilena, hermana de la también hockista y seleccionada Fernanda Urrea. Fue campeona mundial con la selección de Chile, al obtener el Campeonato Mundial de Hockey Patines de 2006, en el cual fue defensa y capitana del equipo, así como también obtuvo otros títulos importantes, tales como la Copa América de 2007, y el Campeonato Panamericano de 2011.

## Palmarés

### Torneos nacionales
| Título                    | Club                 | País  | Año  |
| ------------------------- | -------------------- | ----- | ---- |
| Liga Nacional de Apertura | Universidad de Chile | Chile | 2004 |
| Liga Nacional de Clausura | Universidad de Chile | Chile | 2004 |
| Liga Nacional de Apertura | Universidad de Chile | Chile | 2005 |
| Liga Nacional de Clausura | Universidad de Chile | Chile | 2005 |
| Liga Nacional de Apertura | Universidad de Chile | Chile | 2006 |
| Liga Nacional de Clausura | Universidad de Chile | Chile | 2006 |

### Torneos internacionales
| Título                         | Club               | País  | Año  |
| ------------------------------ | ------------------ | ----- | ---- |
| Mundial de Hockey Patines      | Selección de Chile | Chile | 2006 |
| Copa América de Hockey Patines | Selección de Chile | Chile | 2007 |
| Panamericano de Hockey Patines | Selección de Chile | Chile | 2011 |